# Saint-Genis-Laval Hôpital Lyon Sud (métro de Lyon)
Saint-Genis-Laval Hôpital Lyon Sud est une station de la ligne B du métro de Lyon, à Saint-Genis-Laval. Elle a vocation de desservir le Centre hospitalier Lyon Sud et un nouveau pôle d'échanges multimodal.
Elle est conçue par l'architecte Atelier Zündel Cristea.

## Situation sur le réseau

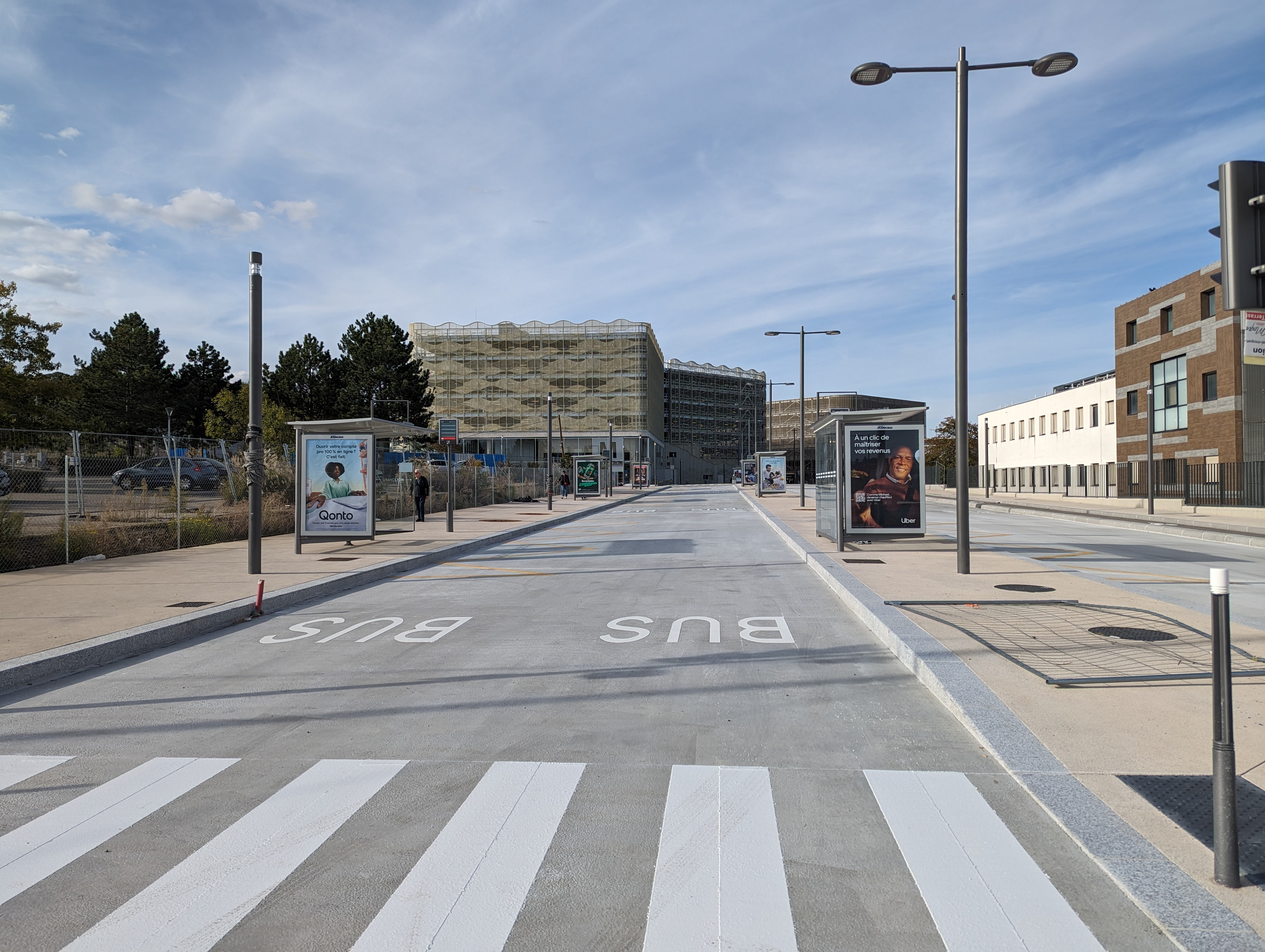
Vue d'ensemble de la station et de la gare routière.

Établie en souterrain (tranchée couverte), la station Saint-Genis-Laval Hôpital Lyon Sud est située sur la ligne B. Elle dispose d'une profondeur de 15 mètres.

## Histoire
La construction de la boîte de la station est terminée en 2020. Le tunnelier de la ligne B Coline y parvient le 2 juillet 2020 après avoir parcouru 445 mètres.

## Service des voyageurs

### Accès et accueil
La station est équipée d'ascenseurs pour faciliter l'accessibilité aux personnes à mobilité réduite.
Comme pour les autres stations du réseau, elle est équipée de portillons d'accès, afin de limiter la fraude. Des distributeurs automatiques de titres de transport sont installés.

### Desserte
Saint-Genis-Laval Hôpital Lyon Sud est desservie par toutes les circulations de la ligne.

### Intermodalité
Un pôle d'échanges multimodal comprenant une gare bus et un parc relais de 877 places voitures et 550 places vélos est construit au-dessus de la station de métro.
Le pôle est desservi par la ligne majeure C7, ainsi que les lignes de bus 12, 17, 18, 78, 88 et la soyeuse S9 du réseau Transports en commun lyonnais (TCL). On y trouve également les lignes 114 et 145Ex du réseau Les cars du Rhône qui sont également accessibles avec un titre de transport TCL.